# Vladímir Kazantsev
Vladímir Kazantsev   (Alekséievka (Khvalinsk), 6 de gener de 1923 - Moscou, 22 de novembre de 2007) va ser un atleta rus, especialista en curses de fons i d'obstacles, que va competir sota bandera soviètica en els anys posteriors a la Segona Guerra Mundial, en la qual va lluitar al front Kalinin. Posteriorment fou oficial de la KGB, on arribà al grau de tinent coronel.
El 1952 va prendre part en els Jocs Olímpics d'Estiu de Hèlsinki, on va guanyar la medalla de plata en els 3.000 metres obstacles del programa d'atletisme, rere l'estatunidenc Horace Ashenfelter.
A nivell nacional aconseguí el campionat soviètic dels 5.000 metres de 1948, 1950 i 1951, dels 10.000 metres el 1951, dels 3.000 metres de 1950 a 1953 i de cros el 1946. Va establir quatre rècords nacionals en els 5.000 metres i un en els 3.000 metres obstacles.
A més del seu servei a la KGB, Kazantsev va ensenyar educació física a l'Acadèmia de Policia Soviètica i va treballar com a entrenador d'atletisme, preparant l'equip soviètic per als Jocs Olímpics de 1964.

## Millors marques
- 5.000 metres. 14' 08.8" (1952)
- 10.000 metres. 30' 20.0" (1950)
- 3.000 metres obstacles. 8' 48.6" (1952)[1][3]